# Lew Beck
Lewis William Beck jr., detto Lew (Portland, 19 aprile 1922 – Great Falls, 2 aprile 1970), è stato un cestista statunitense, attivo nella AAU e campione olimpico nel 1948.

## Carriera
Con gli Stati Uniti disputò i Giochi olimpici di Londra 1948.

## Palmarès
- Campione AAU (1948)